# Gespunsart
Gespunsart – miejscowość i gmina we Francji, w regionie Grand Est, w departamencie Ardeny.
Według danych na rok 1990 gminę zamieszkiwało 1141 osób, a gęstość zaludnienia wynosiła 54 osób/km².